# .tc
.tc este un domeniu de internet de nivel superior, pentru Insulele Turks și Caicos (ccTLD).